# Road to Nowhere (Bullet for My Valentine)
Road to Nowhere è un EP dei Bullet for My Valentine. L'EP contiene nuove canzoni tra cui la stessa Road to Nowhere.

## Tracklisting
1. Road to Nowhere – 4:22
2. Watching Us Die Tonight – 3:53
3. One Good Reason Why – 4:07
4. Ashes of the Innocent – 4:14

## Formazione
- Matthew Tuck - voce, chitarra ritmica
- Michael Paget - chitarra,
- Jason James (Jay) - basso, voce
- Michael Thomas - batteria